# Зірка Перемишля

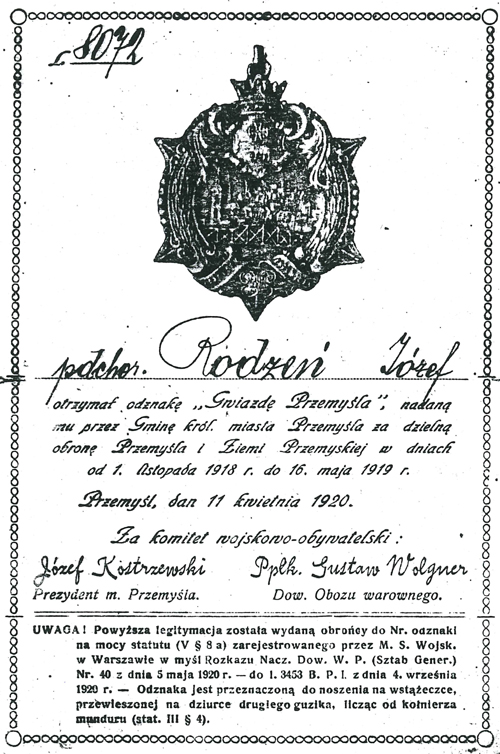
Посвідчення про нагородження знаком «Зірка Перемишля» курсанта Юзефа Рожена.

Зірка Перемишля — пам'ятний знак, яким нагороджувалися учасники боїв за захоплення міста Перемишль, що велися з 1 листопада 1918 року по 16 травня 1919 року під час польсько-української війни.

## Опис знака
У річницю захоплення Перемишля відбулося засідання військово-цивільного комітету для нагородження підрозділів, які брали участь в обороні та контролю над містом. Полковник Ґустав Вольґнер, тодішній командир, став його головою, а до складу входили такі офіцери: полковник Хакбайль, кап. Єлевський, кап. Лобаржевський, кап. Студзинський, кап. Досковський, кап. Маньковський, кап. інж. Казімєж Осіньський, лейт. Адамовського та цивільних: сенатора Аполінарія Гарліцького, проф. Пржиємський, керівник Людомил Фіалкевич, директор Смолка, інж. Осостович, інсп. Янковський. Розроблено статут і затверджено відзнаку «Зірка Перемишля». Нагрудний знак заснувало місто Перемишль «для своїх визволителів». Його спроєктували Станіслав Янковський та інж. Казімєж Осінський. Штамп виготовлено львівським художником Влосінським.
Статут і знак зареєстровано Верховною Командою Війська Польського та Міністерством Військових Справ (затвердж. Журн. MSMilitary. No49, п.п 60 від 13 грудня 1921 р.). Під час церемонії першої річниці захоплення Перемишля комітет вручив 1000 знаків. Період з 1 листопада 1918 року по 16 травня 1919 року організаторами було визнано як період оборони Перемишля. Заявки на вручення нагрудного знаку подало близько 13 тисяч осіб із посвідченнями «оборони» Перемишля та заявами двох свідків. Заявки приймалися окремо від військових (ад'ютант комендатури укріпленого табору капітан Лобаржевський і поручник. Адамовський) і від цивільних (англ. Осінський). До 1933 року давали 9 тис. знаків (загалом в боях за Перемишль та Перемишльщини брали участь близько 17 тис. осіб). Встановлено, що багато захисників пропустили нагороду, оскільки не знали про її існування, а деякі успішно подали заявку, але не змогли її отримати.
«Зірку Перемишля» носили на червоно-жовтій стрічці (за Вітольдом Гупертом) або на червоній стрічці з білими смугами з боків (за Вєславом Боньчи-Томашевським). Останню версію подає Національний музей Перемишльської землі.
Цілісний значок з посрібленого томпаку, оксидований. Має форму шестикутної зірки, на яку покладено вінок із лаврового листя. На верхньому плечі зірки розташована корона, з'єднана з гербом Перемишля. Посередині вінка — панорама Перемишля. У нижній частині подвійна стрічка з написом: OBROŃCOM PRZEMYŚLA, а між стрічками чотиристулкова табличка з датами Ill.XI. 1918 16.V. 1919. Номер партії та ім'я виконавця вибиті на реверсі: EM Unger — Lwów.

## Виноски
1. 1 2 3 4 5 6 7 8 9 10 11  Gwiazda Przemyśla. „Oświata - to potęga”. Wydawnictwo pamiątkowe z okazji obchodu 15-lecia Niepodległości Państwa Polskiego. Przemyśl. 1933. с. 83-84.
2. 1 2 3  Sawicki та Wielechowski, 2007.
3. ↑  Jaroszczak, Piotr. Obrona Przemyśla w 1918 roku. Piotr Jaroszczak. Архів оригіналу за 23 січня 2018. Процитовано 23 серпня 2023.
4. ↑  Roja, Bolesław (1931). Relacja ppłk. Huperta, dowódcy Krakowskiej Legji Oficer. w akcji w Przemyślu i Lwowie o przebiegu ataku w Przemyślu. Legendy i fakty. Warszawa. с. 336.
5. ↑  Walka o Lwów (od 1 listopada 1918 do 1 maja 1919 roku). Warszawa. 1933. с. 54.
6. ↑  Kodeks orderowy. Warszawa: Główna Księgarnia Wojskowa. 1939. с. 40.
7. ↑  Za walkę o niepodległość Ziemi Przemyskiej - odznaczeni "Gwiazdą Przemyśla". Архів оригіналу за 2 грудня 2018. Процитовано 23 серпня 2023.